# 谢高峰
谢高峰（1914年5月—1999年8月），原名谢尔升，男，汉族，青海乐都人，中华人民共和国政治人物，曾任青海省人大常委会副主任，第三、四、五届全国政协委员。